# Edward Winslow
Edward Winslow (Droitwich Spa, 1595 – Mare Caraibico, 1655) è stato un politico britannico.
Protestante nonconformista, nel 1617 si trasferì a Leida e nel 1620 partì con John Carver sulla Mayflower alla volta dell'America.

## Biografia
Figlio primogenito di Edward Winslow e di sua moglie Magdalene Oliver. Iniziò gli studi presso il King's School di Worcester nell'aprile 1606, presso la Cattedrale di Worcester dove ebbe come insegnante Henry Bright, maestro di Samuel Butler, Thomas Nabbes e Thomas Hall. Terminati gli studi nel 1611, divenne apprendista presso un cartaio di Londra a nome John Beale nel 1613, con un contratto di otto anni. Tuttavia Winslow, dopo una disputa con il suo datore di lavoro, per non rispettare il contratto fuggì a Leida nel 1617, dove si unì alla locale congrega di dissenzienti inglesi.

Tra i dissenzienti Winslow conobbe il predicatore William Brewster che aiutà con la sua attività di stampa clandestina per la diffusione delle istanze della congrega dei Dissenzienti. Nel 1618, Brewster e Winslow furono responsabili della stampa e della diffusione clandestina di un trattato dal titolo Perth Assembly, fortemente critico ed offensivo nei confronti di re Giacomo I e del suo tentativo di imporre alla Chiesa di Scozia lo stesso modello di governo ecclesiastico della Chiesa d'Inghilterra. Il trattato suscitò le ire del sovrano inglese che ordinò l'arresto di Brewster, costringendo Winslow e Brewster alla clandestinità per non essere presi dagli agenti inviati da Londra per catturarli.
 
Nonostante lo stato di clandestinità Winslow si sposò il 27 aprile 1618 con Elizabeth Barker della quale non sono noti altri riferimenti biografici. Nel frattempo Winslow divenne presto una figura carismatica all'interno del gruppo dei Dissenzienti, e spicca uno dei quattro autori, insieme a William Bradford, Isaac Allerton e Samuel Fuller. di una missiva scritta il 10 giugno 1620, nella quale si stabilivano le condizioni per la partenza dei padri pellegrini verso il Nuovo Mondo.

## Il viaggio sullaMayflower
Winslow e sua moglie Elizabeth furono tra coloro che, tra i Dissenzienti di Leida, avevano deciso di abbandonare definitivamente l'Europa e le continue minacce e persecuzioni da parte della corona inglese e trovare una nuova terra dove poter praticare liberamente la propria fede. Grazie all'assistenza del mercante Thomas Weston, che mise a sua disposizione la nave Mayflower, Winslow partì insieme ad altri Dissenzienti, tra i quali c'era anche Brewster, ma anche uno dei fratelli di Winslow, Gilbert, insieme al suo servitore George Soule.